# Паљијајне (Пистоја)
Паљијајне је насеље у Италији у округу Пистоја, региону Тоскана.
Према процени из 2011. у насељу је живело 38 становника. Насеље се налази на надморској висини од 546 м.